# Édouard Branly

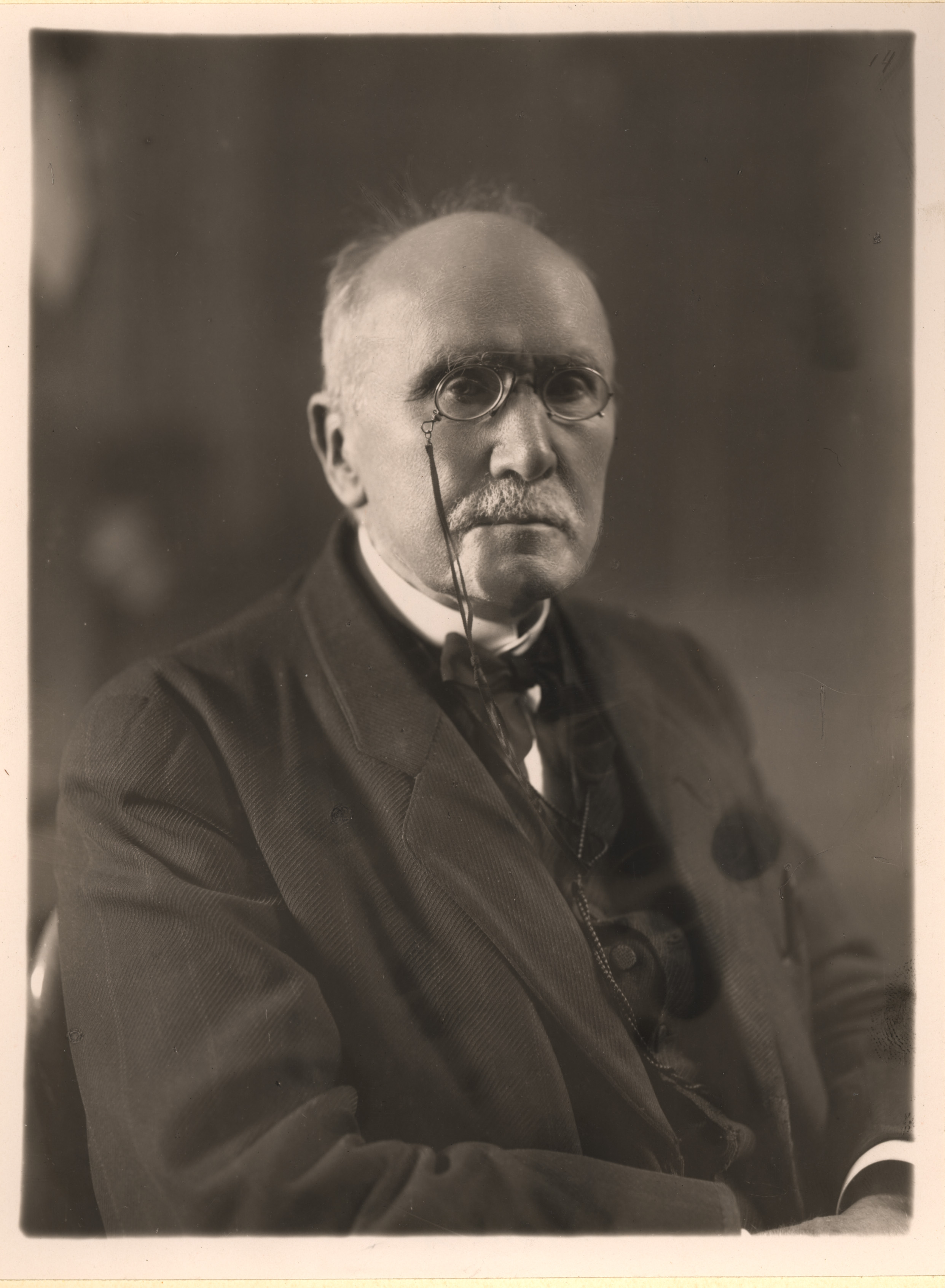
Édouard Branly

Désiré Eugène Édouard Branly (* 23. Oktober 1844 in Amiens, Département Somme; † 24. März 1940 in Paris) war ein französischer Physiker und Pionier der Funktechnik, insbesondere des Radios und der drahtlosen Telegraphie.

## Leben

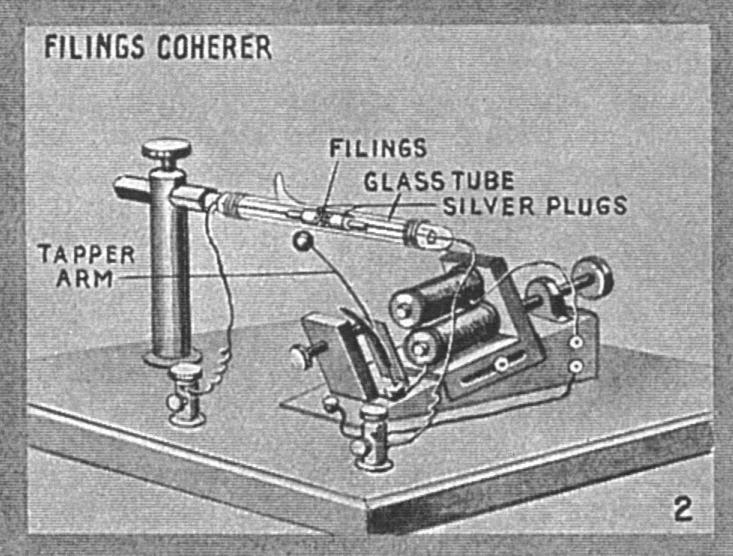
Zeichnung des Glasröhrchen eines Branly-Kohärers bzw. Fritters, eingesetzt in eine vollständige Mechanik eines Klopfers

Branly war der älteste Sohn von Joseph Édouard Branly, einem Dozenten am College royal, und dessen Ehefrau Elise Émilie Gillion.
Er studierte an mehreren Einrichtungen in Frankreich verschiedene Lehrfächer. Unter anderem am Lycée (College) von Saint-Quentin, dem Lycée Henri IV in Paris und der Faculté des sciences de Paris. Danach wurde er auf die École normale supérieure in Paris, zum Studium der Physik aufgenommen und war dort unter anderem ein Schüler von Louis Pasteur.  1867 erhält er sein Diplom als Wissenschaftler mit Lehrerlaubnis für Physik und Mathematik. 1868 wurde er Professor an der Universität von Bourges und 1875 Professor am Institut catholique de Paris.
Branly heiratete am 10. Juli 1882 in Verdun (Département Meuse) Marie Lagarde und hatte mit ihr drei Kinder; darunter die spätere Malerin Élisabeth Branly-Tournon (1889–1972).
Der Physiker gilt als einer der Erfinder des Kohärers, eines wichtigen Bauteils eines Empfängers von Signalen. Branlys Arbeit von 1890 war ein bahnbrechender Erfolg in der Geschichte der Funktechnik. Vorläufer waren bereits 1884 bis 1886 vom Italiener Temistocle Calzecchi-Onesti entwickelt und beschrieben worden, aber von der Fachwelt außerhalb Italiens kaum beachtet worden (zu Branlys Rolle: Artikel „Erfindung des Radios“).
1911 wurde er in die Académie des sciences aufgenommen – wobei Marie Curie in der zweiten Abstimmung knapp unterlag.
Bis zu seinem Tod befasste sich Édouard Branly mit vielen Bereichen der damaligen Physik, insbesondere mit den Bereichen drahtlose Kommunikation und Telemechanik sowie im Bereich der Medizin.
Édouard Branly starb am 24. März 1940 in Paris und fand auf dem Friedhof Père-Lachaise (Div. 10) seine letzte Ruhestätte. Den Trauergottesdienst hielt Kardinal Jean Verdier in der Kathedrale Notre-Dame de Paris in Anwesenheit von Präsident Albert Lebrun. Eine Eloge hielt Innenminister Albert Sarraut.

## Ehrungen und Titel

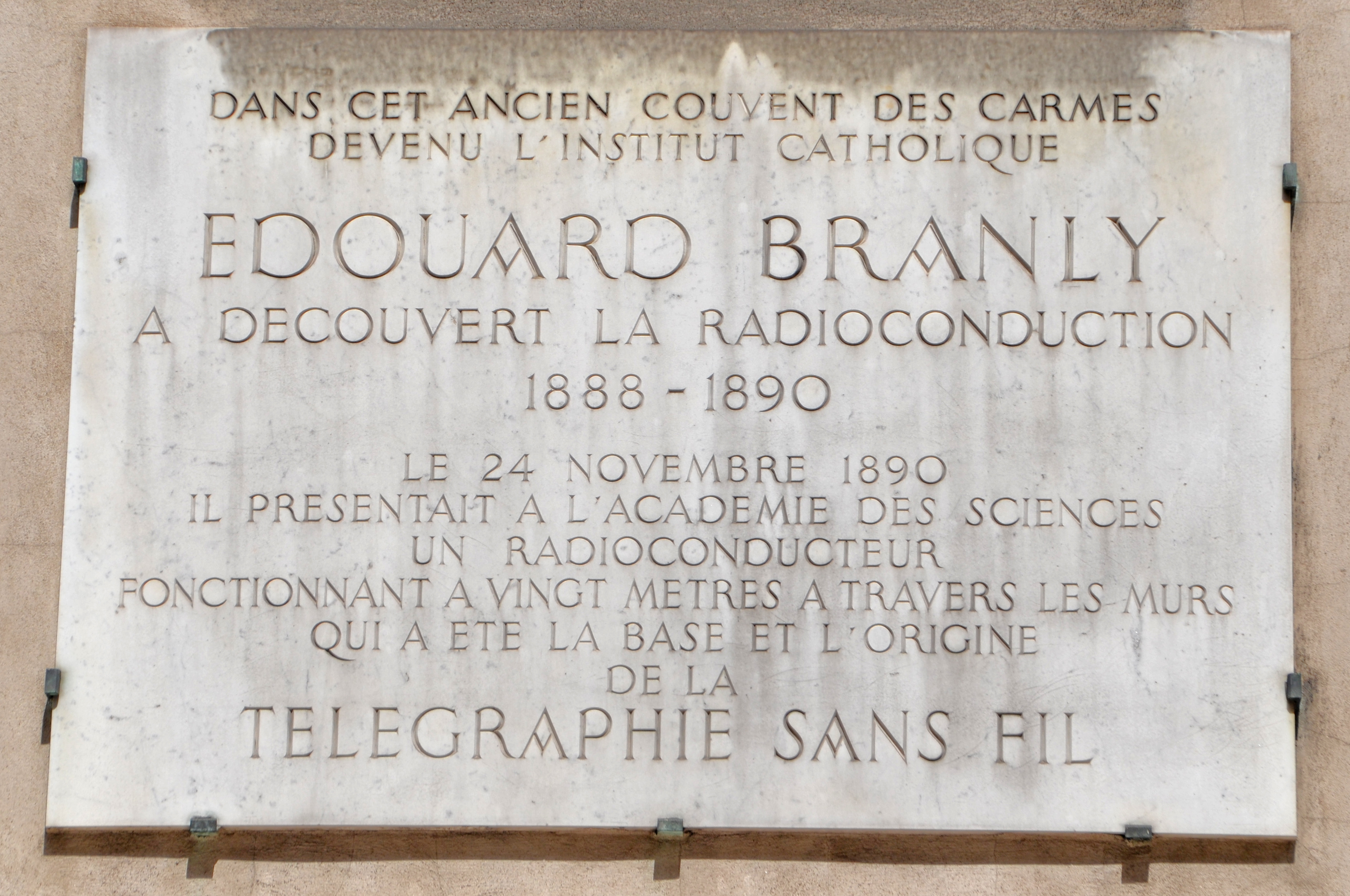
Gedenktafel für Branly in Paris

- 1868: Professor an der Université de Bourges
- 1868: Professor am Institut Catholique de Paris
- 1873: Doktor der Wissenschaft der Sorbonne de Paris
- 1898: Laureat der französischen Académie des sciences
- 1900: Grand prix de l’Exposition universelle
- 1900: Chevalier (Ritter) der französischen Ehrenlegion
- 1903: Osiris-Preis der Acadèmie de sciences zusammen mit Pierre Curie
- 1910: Grand prix d’Argenteuil de la Société d’encouragement à l’Industrie nationale
- 1910: Assoziiertes Mitglied der belgischen Académie royale des Sciences
- 1911: Wahl in die Académie des sciences, Sektion Allgemeine Physik
- 1933: Offizier der Ehrenlegion
- 1936: Mitglied der Päpstlichen Akademie der Wissenschaften
- 1938: Großkreuz der Ehrenlegion
- 1938: Komtur des päpstlichen Ritterordens des heiligen Gregor des Großen von Papst Leo XIII.

1941 erfolgte die Benennung des Quai Branly im 7. und 15. Arrondissement von Paris. Das Lycée Èdouard Branly in Châtellerault (Département Vienne) wurde nach ihm benannt. In Châtellerault, Joué-lès-Tours (Département Indre-et-Loire) und Forest/Vorst, einer belgischen Gemeinde nahe Brüssel, wurden Straßen nach ihm benannt. 1962 wurde im Jardin du Luxembourg ihm zu Ehren ein Denkmal aufgestellt, geschaffen von Carlo Sarrabezolles (1888–1971).

## Schriften (Auswahl)
- Phénomènes électrostatiques dans les cellules voltaïques (Electrostatic Phenomena in Voltaic Cells), 1873.
- Traité élémentaire de physique, 1899.
- Cours élémentaire de Physique et Problèmes de Physique, 1900.
- La TSF, Télégraphie et Téléphonie sans fil, 1925.
- Électricité, 1934.